# Поклад Наталія Іванівна
Наталія Іванівна Поклад, літературне ім'я Наталка Поклад (3 вересня 1951, с. Маньківка Бершадського району на Вінниччині) — українська поетеса, публіцист, педагог, громадська діячка. Член Національної спілки письменників України (з 1988), Національної спілки журналістів.

## Освіта
Закінчила Балтське педагогічне училище та філологічний факультет Київського державного університету ім. Т. Г. Шевченка.

## Творчість
Автор поетичних книжок: «Акценти», «День сповіді», «Обереги надії», «Ритуальний танець волі», «Горить свіча у чорних водах», «Молоде сонце», «Всупереч», «Всього-на-всього життя», «Хліби жертовні», «Це місто — наче Господа рука», «Німбом золотим», «Голос криці», «Поезії»; для дітей «Хрущикова наука», «Абетка», «Чарівні шовковиці», «Веселі віршики», «Ходить червень-чародій», «Ластівчин привіт», «На веселій вулиці».
Записала від своєї матері Галини Аксентіївни Чечельницької й видала фольклорне видання «Маньківське весілля» — древній весільний обряд на Поділлі.
У співавторстві з М. П. Кононенком створила посібник з українознавства «Слово».

## Громадська діяльність
Входила до першого правління Товариства української мови імені Т. Г. Шевченка (1988 — 1991);
Була серед тих, хто відроджував в Україні Союз українок.

## Відзнаки
Лауреат літературних премій:
- імені Євгена Маланюка (1993),
- імені Михайла Коцюбинського (1999),
- «Благовіст» (2000),
- Міжнародна премія СФУЖО ім. Марусі Бек (Канада, 2002),
- Літературна премія імені Наталі Забіли(2010),
- Премія «Кришталевий птах» (2012),
- Премія журналу «Березіль» (2012),
- Всеукраїнська літературна премія ім. Василя Юхимовича (2013),
- Премія Фонду ім. Воляників-Швабінських (США, 2013),
- Всеукраїнська літературна премія ім. Олександра Олеся (2014),
- Літературно-мистецька премія імені Володимира Забаштанського (2020).[1]